# Новокарасук (Новосибирская область)
Новокарасук — село в Карасукском районе Новосибирской области. Входит в состав Студёновского сельсовета.

## География
Площадь села — 28 гектаров.

## История
Основано в 1913 году. В 1928 году хутор Ново-Карасук состоял из 36 хозяйств, основное население — украинцы. В административном отношении — в составе Богословского сельсовета Андреевского района Славгородского округа Сибирского края.

## Население
| 2002 | 2007 | 2010 |
| ---- | ---- | ---- |
| 43   | ↘32  | ↗34  |

## Инфраструктура
В селе по данным на 2007 год функционирует 1 учреждение здравоохранения.